# Chersonésos
Chersonésos (starořecky Χερσόνησος, latinsky Chersonesus, v ruských letopisech staroslověnsky Корсунь, v ukrajinštině Херсонес Таврійський) je zaniklá řecká polis, založená starověkými Řeky na Heraklejském poloostrově na jihozápadním pobřeží Krymu.
Od 5. století př. n. l. až do 14. století n. l., tedy asi 2 tisíce let, byl Chersonésos důležitým politickým, ekonomickým a kulturním centrem severních oblastí Černého moře, kde představoval jedinou dórskou kolonii. Nyní se ruiny města nachází v Gagarinském rajónu Sevastopolu a jsou chráněny jako kulturní památka.
Starobylé město Chersonésos a jeho chora (přiléhající zemědělské pozemky) byly roku 2013 zapsány na seznam světového dědictví UNESCO. Vzhledem k tomu, že ruská anexe Krymu nebyla mezinárodně uznána, organizace UNESCO stále vede tuto památku jako ukrajinskou a odmítá zde provádět inspekce.

## Historie

### Předkřesťanské období

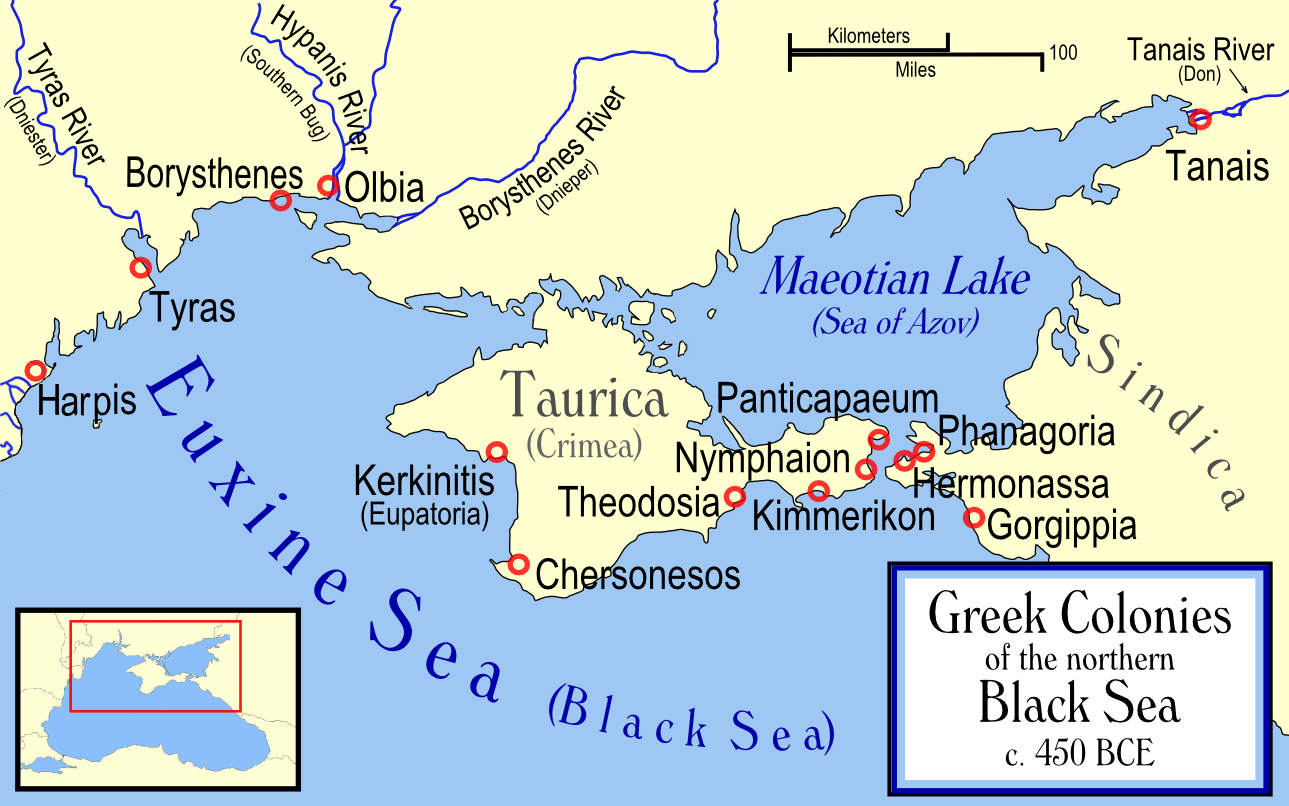
Mapa řeckých kolonií na severním pobřeží Černého moře

Chersonésos byl založen roku 424 nebo 421 př. n. l. jako řecká kolonie osadníky z Hérakleia Pontiké. Založena byla na břehu dnešní Karanténní zátoky, brzy se kolonie rozrostla na celý Heraklejský poloostrov a později i na území severozápadního Krymu, když si město ve 4. století př. n. l. rozdělilo Krym s Bosporskou říší. Chersonésos znamená v řečtině poloostrov.
Jako demokratická polis se Chersonésos aktivně účastnil řeckých svátků, sportovních soutěží, vedl aktivní zahraniční politiku. Patronkou a ochránkyní města byla bohyně lovu Artemis. Ve 4. - 3. století př. n. l. se zde ve velkém razily stříbrné mince, které dobře obstály v konkurenci jiných černomořských měn.
Ve 3. století př. n. l. žil v Chersonésu historik Sirisk, který popsal historii města a jeho vztahy s Bosporskou říší a jinými městy černomořského regionu.

Po celou dobu své existence bylo město nuceno válčit. Ve 2. století př. n. l. probíhal krvavý a vleklý konflikt se Skyty. Byla tak například zničena podřízená západokrymská města Kerkinítis a Kalos Limén a nepřítel nejednou stanul před branami samotného Chersonésu. Město se tehdy muselo obrátit s prosbou o pomoc na pontského krále Mithridata VI., který vyslal na Krym velké vojsko pod vedením generála Diofanta. Tento vojevůdce během třech tažení (okolo let 110-107 př. n. l.) rozdrtil skytská vojska, dobyl Theodosii, došel až na Kerčský poloostrov a získal Pantikápaion (dnes území Kerče). Chersonésu se však nepodařilo udržet si samostatnost, stal se Mithridatovou državou a zůstal závislým na Bosporské říši.

Plán Chersonésu na základě archeologických vykopávek (1914)

Po Mithridatově smrti se politická situace ve východních řeckých koloniích kardinálně proměnila. Chersonésané museli zvolit ze dvou zel to menší, proto se raději podřídili tvrdé ruce Říma, aby se zbavili ponižujícího podřízení polobarbarským bosporským králům. Římský diktátor Augustus daroval tedy roku 25 př. n. l. městu „svobodu“. Ačkoliv později, držíce se hesla rozděl a panuj, římští císaři buď podřizovali město svým bosporským spojencům, bylo-li třeba zavděčit se jim, nebo mu darovali svobodu, pokud bylo nutné mírnit ambice bosporských panovníků.
V prvních stoletích našeho letopočtu se v Chersonésu ustálila oligarchická republika, kde vládl nevelký okruh mocných, poslušných Římu. V 60. letech 1. století Římané zorganizovali velkou vojenskou výpravu na Tauriku, aby zatlačili Skyty, kteří opět ohrožovali město. Když vojska tribuna Plautia Silvana rozdrtila Skyty, Chersonésos se stal předsunutou římskou pevností na severu černomořského regionu.
V městské citadele se vystřídaly oddíly I. italské legie, XI. Klaudiovy legie a V. makedonské legie z provincie Moesie, v chersonéském přístavu kotvila Flaviova moesická flotila. Nacházel se zde také hlavní stan vojenského tribuna, velitele pozemních i námořních sil na Krymu.

### Křesťanské období
Už v 1. století se v Chersonésu objevili první křesťané. Zemřel zde čtvrtý římský papež Klement I., jehož ostatky sem později přišel nalézt svatý Cyril. Ve 4. století ve městě působili biskupové, kteří šířili křesťanství v tehdy ještě pohanském městě a kteří zemřeli v souvislosti s pronásledováním na příkaz císaře Galeria (dnes pravoslavnou církví uctíváni jako tzv. chersonésští mučedníci). Roku 381 se chersonéský biskup Eferij účastnil prvního konstantinopolského koncilu. Když se stalo křesťanství státním náboženstvím, mnohé antické památky, divadla či chrámy byly zničeny nebo přeměněny na křesťanské svatyně. Ve 4. a 5. století vedlo město úmorné boje o přežití, neboť bylo pod velkým tlakem barbarů, zejména Hunů. Chersonésos, chráněný mohutnými hradbami, však vydržel ještě další tisíciletí.

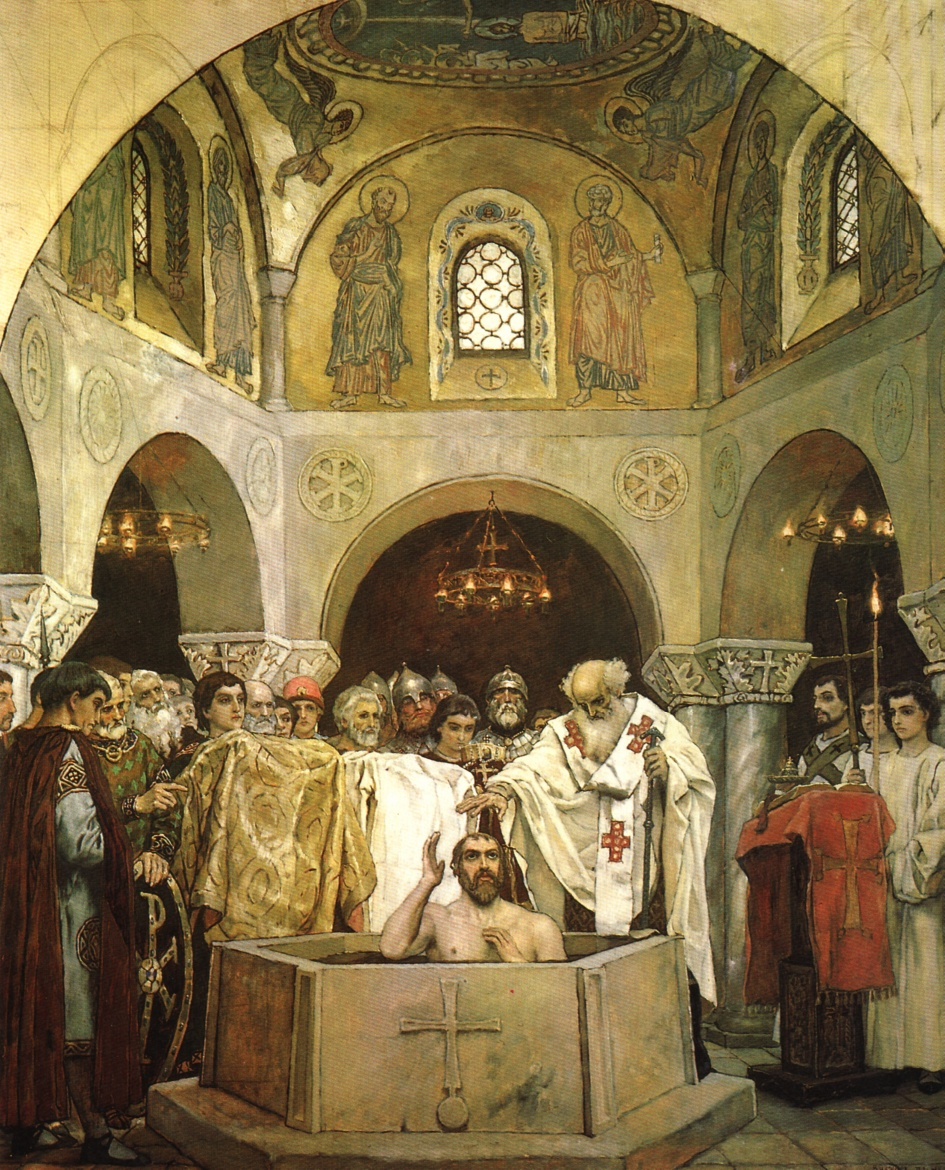
Křest svatého Vladimíra na obrazu V. M. Vasněcova (1890)

V 5. století se stal Chersonésos součástí Byzantské říše a v 9. století byl jmenován themou (vojensko-administrativní oblast). V té době se změnil nejenom vzhled města, ale i jeho jméno - Byzanťané ho nazývali Cherson, Slované Korsuň. Až do 13. století byl byzantskou výspou na Krymu.
Středověký Chersonésos se stal nejednou předmětem vojensko-politických zájmů Chazarského chanátu, Kyjevské Rusi, Pečeněhů či Polovců, avšak nepříteli se málokdy podařilo proniknout za městské hradby. Roku 988 dobyl město po několikaměsíčním obléhání kníže Vladimír I. (který zde byl mimochodem nedlouho před tím dobrovolně pokřtěn), aby potlačil povstání proti svému spojenci, byzantskému císaři Basileu II., jehož sestru Annu pojal za ženu.

### Zánik města
Úspěch čtvrté křížové výpravy způsobil rozpad Byzantské říše na řadu malých států a zároveň byl vodou na mlýn muslimským a kočovným národům. Chersonésos, stejně jako jiné regiony zaniklé Byzantské říše, ovládlo Trapezuntské císařství. To vše mělo velmi neblahé důsledky pro Chersonésos. V 1. polovině 13. století ovládali Černé moře Turci, kteří si podmanili veškerý obchod. Roku 1223 podnikla svůj první nájezd na Krym vojska Číngischánovy Mongolské říše a zároveň jižní břeh poloostrova napadli Turci. V roce 1299 jižní a jihozápadní Krym vyplenila vojska tatarského chána Nogaje. Neobstál před ním ani Chersonésos. V 2. polovině 13. století se obchodní cesty posunuly více na východ poloostrova, kde Janované založili opevněné faktorie Kafu (dnes na území Feodosie), Soldaja (dnes Sudak) a poblíž Chersonésu Čembalo (dnes Balaklava).
V polovině. století získali kontrolu nad městem Janované, avšak bývalou slávu mu nevrátili. Roku 1363 porazil litevský velkovévoda Algirdas u ústí Dněpru krymskotatarské vojsko, vtrhnul na Krym, vyplenil Chersonésos a uloupil zde veškeré cenné církevní předměty. Jeho nástupce Vytautas vtrhnul na Krym roku 1397 a taktéž vyplenil Chersonésos.
Přes všechny ty pohromy 13. - 14. století neustali obyvatelé města obnovovat poničené stavby, sloužily se bohoslužby, město žilo. Až do osudného roku 1399, kdy do města vtrhnul se svým vojskem emír Zlaté hordy Edigej. Z krutého počínání dobyvatelů se město již nikdy nevzpamatovalo. Chersonésos byl vždy především obchodním městem, v 15. století však jeho úlohu převzaly faktorie Kafu, Čembalo aj.
Ještě v 1. polovině 15. století je sice doloženo, že na místě Chersonésu fungovala nevelká rybářská vesnice, v 16. století však polský vyslanec Marcin Broniowski, který přišel do Krymského chanátu vyjednávat o spojenectví proti Rusku, píše o městu:
Rozvaliny hodné údivu velmi jasně dokazují, že zde bylo kdysi velkolepé, bohaté a slavné město Řeků, lidnaté a známé svým přístavem. Po celé šíři poloostrova, od břehu ke břehu, se ještě teď tyčí vysoká hradba a věže početné a velké z ohromných tesaných kvádrů. Toto město stojí pusté a neobydlené, vidět je zde pouze zmar a rozvaliny. Domy leží v prachu, srovnány se zemí...
Marcin Broniowski, Tartariae descriptio, 1595

## Státní zřízení
Chersonésos byl v 5. - 2. století př. n. l. polis s demokratickou formou vlády. Nejvyšším státním orgánem bylo shromáždění všech plnoletých svobodných občanů mužského pohlaví. Lidové shromáždění schvalovalo zákony a řešilo nejdůležitější otázky. Všední záležitosti města rozhodovala volená rada a kolegia. Členové rady byli pravděpodobně voleni na měsíc a král (basileus), tedy vlastně předseda rady, byl volen na rok. Podle něj nesl potom daný rok také název. Chersonéskému vojsku velelo kolegium stratégů, později archónů.
Kolegium demiurgů bdělo nad udržováním demokratického zřízení. Ve městě fungoval lidový soud. Sudí o rozsudku hlasovali v tajném hlasování pomocí kaménků. Pokladnu spravovaly opět osoby zvolené lidovým hlasováním, které musely po skončení svého mandátu skládat účty před lidovým shromážděním. Agoranomové dohlíželi na pořádek na trhu, astinomové na dodržování měr a vah. Stejně jako v jiných antických městech, i v Chersonésu se ctila zásada kalokagathia, kladl se tedy důraz na rozvoj fyzické zdatnosti i na vzdělání.
Všechny veřejné funkce v Chersonésu byly volené - volilo se buďto zvedáním rukou, nebo losem.
Mezi nejváženější funkce patřili jacísi velitelé města, což byl prvek typický spíše pro aristokratické či oligarchické řecké státy. Měli právo ukládat tresty, jmenovat posly atp. Existence této funkce souvisela s nutností udržovat město v neustálé bojové pohotovosti. Radními byli představitelé nejmajetnějších a nejvýznamnějších rodin, které představovaly prvek sjednocující a posilující vojsko v případě ohrožení města.
Demokratické zřízení v Chersonésu skončilo v 1. století př. n. l., když se město stalo závislým na Římu.

## Ekonomika

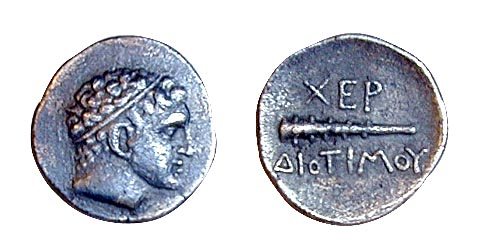
Mince vyražená v chersonéské mincovně, 2. stol. př. n. l.

Obchod v Chersonésu byl založený zejména na překupnictví. Z řeckých měst v Malé Asii, ostrovů Egejského moře i území dnešního Řecka přiváželi obchodníci šperky z drahých kovů, zbraně, malované nádobí, olivový olej, mramor aj. Část tohoto zboží prodávali sousedním Skytům. Velkou část exportu tvořily také místní produkty jako chléb, skot, kůže, kožešiny, med, vosk a otroci. Heraklejský poloostrov proměnili Chersonésané v zemědělskou oblast, tzv. choru. V té byla zbudována opevnění, osady, půda byla rozparcelována. Nejdůležitějším místním zemědělským odvětvím bylo vinohradnictví a vinařství. V samotném městě se rozvíjelo hrnčířství, kovářství, slévárenství, stavitelství a řezbářství. Chersonésané také vždy platili za vynikající rybáře a mořeplavce.

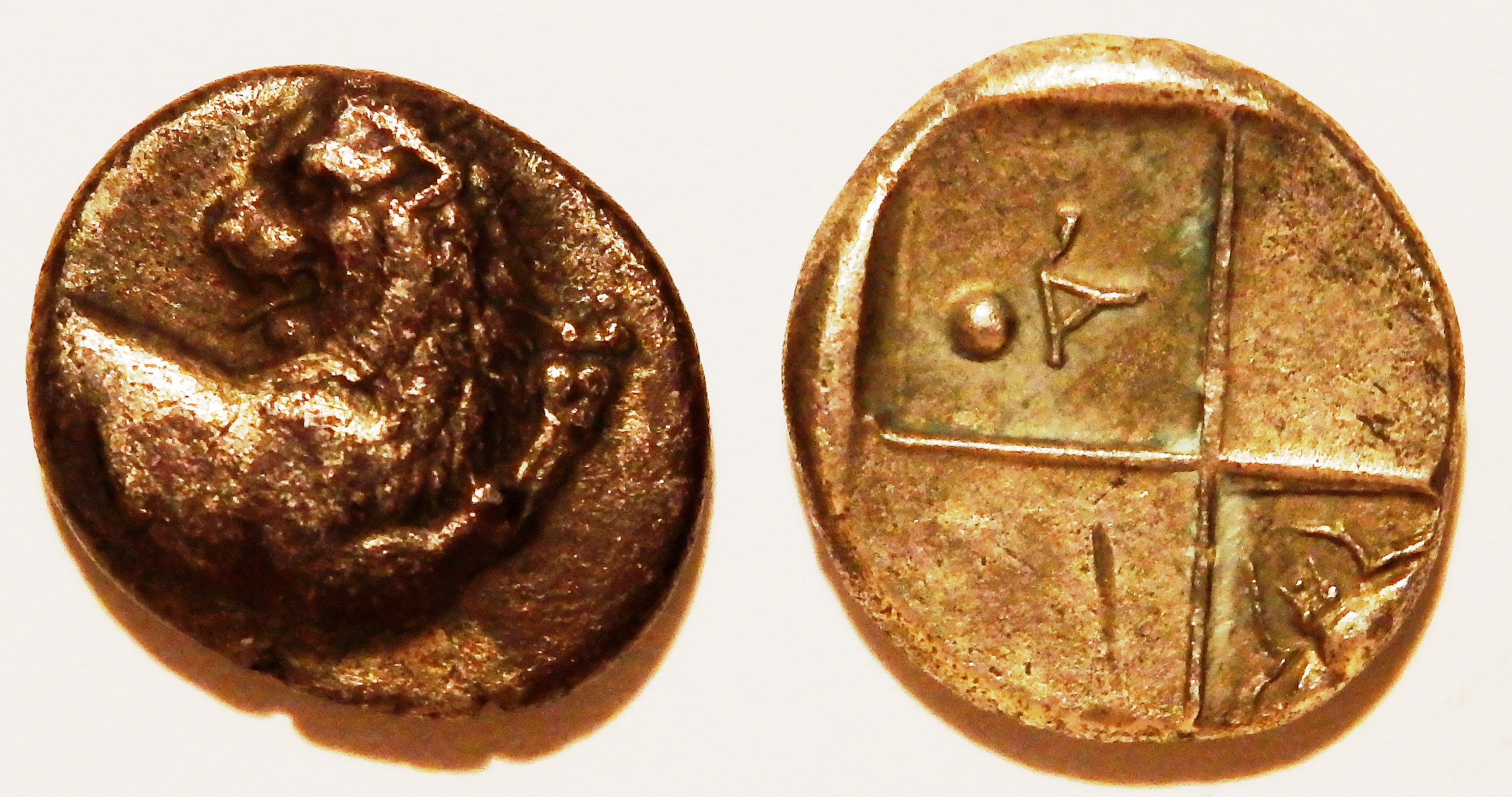
Chersonéský triobolos, 400-350 př. n. l.

Během římského protektorátu došlo v 1. - 3. století k ekonomickému vzestupu. Občané aktivně zesilovali městské hradby a věže, stavěli nové chrámy, budovali thermy, přestavěli divadlo, zavedli několik větví vodovodu. Chersonésos čile obchodoval s velkými obchodně-řemeslnými centry Černého a Středozemního moře a především se svými tradičními partnery na jižním břehu Pontu, tedy městy jako Hérakleia Pontiké, Sinop, Amisos či Amastris. V Chersonésu se několikrát obnovovala ražba zlatých mincí.
Do města se tradičně dovážely elegantní skleněné a bronzové nádoby, různá malovaná glazovaná keramika, koření a vonné věci. Z města se naopak vyvážela zemědělská produkce, kůže, solené a sušené ryby, rybí omáčky (gara). Rybářství bylo také důležitým ekonomickým odvětvím města. Při vykopávkách bylo objeveno přes sto cisteren k nasolování ryb, z nichž některé měly kapacitu 30-40 tun ryb.
Po dobytí Chersonésu knížetem Vladimírem uzavřela Byzantská říše s Kyjevskou Rusí úzké spojenectví. Chersonésu, který se stal prostředníkem jejich obchodu, bylo toto spojenectví velmi ku prospěchu. Odsud se do Byzantské říše posílaly zemědělské a živočišné produkty, naopak Rus nakupovala zbraně, plátno a olej.
V 11. - 12. století byla obchodní pozice Chersonésu poněkud oslabena, avšak dále si uchovával status vojensko-politické byzantské výspy v regionu. Jak však Byzancie slábla, obchod v Černém moři převzali italští (benátští a později janovští) kupci, kteří zakládali na Krymu své faktorie. Obchodní cesty se přesunuly do východní části Krymu, což vedlo k ekonomickému úpadku města, zpečetěnému zničením města na konci 14. věku.

## Archeologický průzkum
S prvními archeologickými vykopávkami se začalo roku 1827 na příkaz vrchního velitele ruského Černomořského loďstva Alexeje Samuiloviče Grejga, při těchto pracích byly objeveny pozůstatky tří chrámů. K systematickému průzkumu došlo až v 80. letech 19. století pod vedením generála K. E. Gemmelmana. Dvacet let života obětoval zdejším ruinám zakladatel budoucího muzea Karl Kazimirovič Koscjuško-Baljužinič, v jehož díle pokračoval po jeho smrti od roku 1908 Robert Christianovič Leper.
Ve 2. polovině 20. století zde probíhal výzkum ve spolupráci muzea Chersonésos Tauridský a Uralské katedry byzantologie při Uralské státní univerzitě. V letech 1969-2000 zde vedla výzkum významná ruská archeoložka Alla Iljinična Romančuk, která také publikovala nemálo vědeckých prací zasvěcených Chersonésu.
Cenné nálezy dnes spravuje Historicko-archeologické muzeum Chersonésos tauridský, které vystavuje sbírky vzácných nápisů (např. známá přísaha občanů Chersonésu z 3. stol. př. n. l.), uměleckých předmětů, řemeslných výrobků a nástrojů, předmětů denní potřeby aj. Nejcennější předměty jsou ovšem chráněny v petrohradské Ermitáži a v moskevském Puškinově muzeu a Státním historickém muzeu.
Roku 2012 byly poprvé provedeny také výzkumy přilehlých vod. Archeologové-potápěči tak objevili např. 12 kamenných kotev o hmotnosti do 60 kg, jež se nacházely v hlubině od 15 do 27 m.
|               |  |                           |  |                                     |
| Západní brána |  | Sklepní prostory mincovny |  | Pithy na skladování potravin a vína |

## Nejvýznamnější objekty

### Hlavní náměstí Chersonésu
V centru města, uprostřed hlavní ulice, se rozkládalo hlavní náměstí (agora) Chersonésu. To bylo vytyčeno již při založení města v 5. století př. n. l. a svůj účel po celá dvě tisíciletí nezměnilo. V antickém období se zde nacházely chrámy, oltáře a sochy bohů, zde se také scházeli občané k řešení politických otázek.
Když město přijalo v 4. století křesťanství, na hlavním náměstí vyrostlo sedm chrámů. V jednom z nich byl na konci 10. století pokřtěn ruský kníže Vladimír. Na památku této události byla v 19. století nad ruinami památného chrámu vztyčena katedrála svatého Vladimíra.

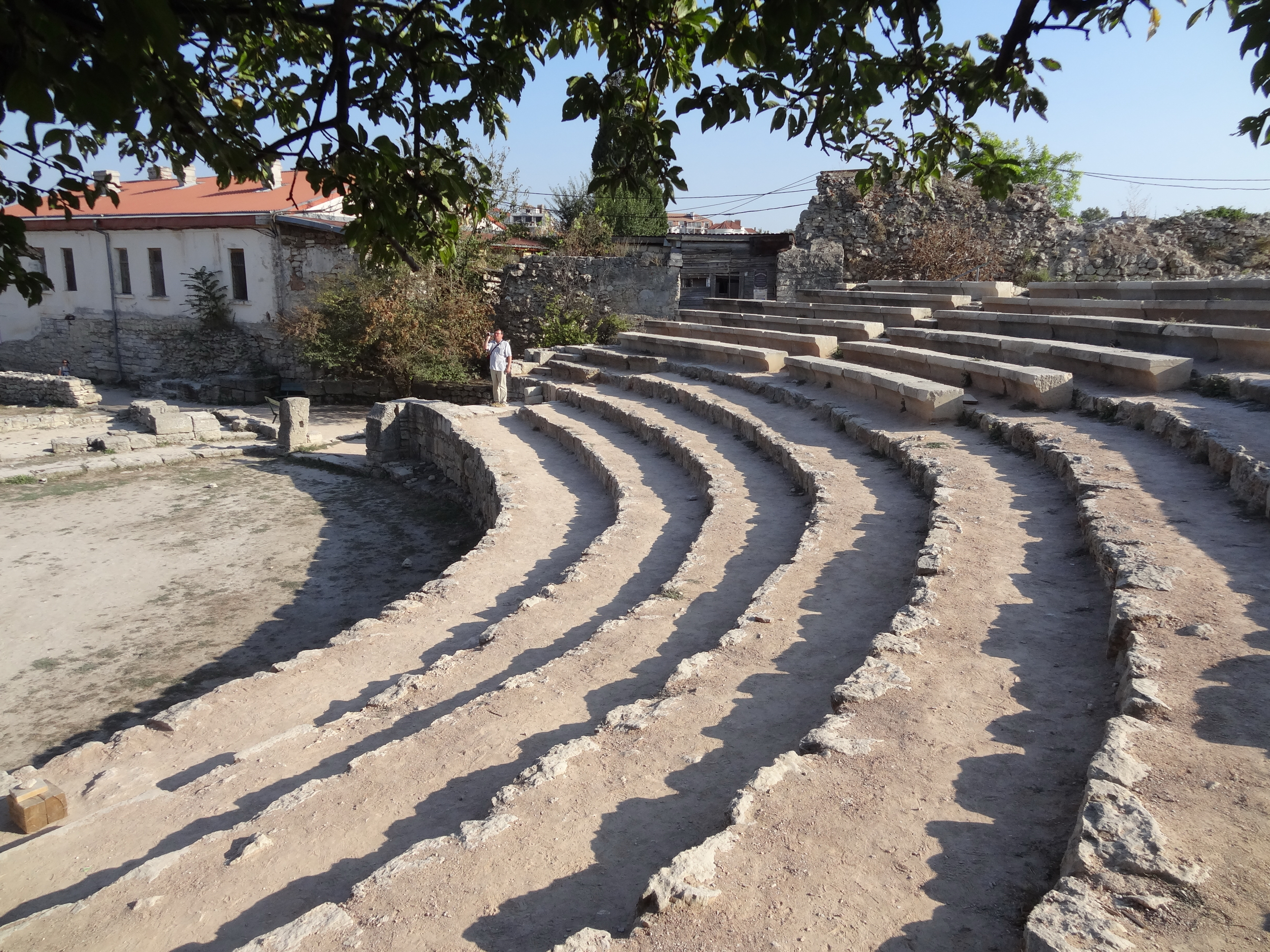
Amfiteátr

### Divadlo
Chersonéské divadlo s kapacitou okolo 1800 až 2000 diváků bylo zbudováno na přelomu 3. a 4. století. Konala se zde představení, lidová shromáždění a oslavy.
V období římské nadvlády sloužilo divadlo také jako aréna pro boje gladiátorů. Tento typ představení však byl zakázán, když se stalo křesťanství oficiálním římským náboženstvím. Divadlo začalo pustnout a na jeho ruinách byly vystavěny dva křesťanské chrámy. Jeden na místě orchestřiště, ten byl rozebrán při vykopávkách. Dochovaly se pouze zbytky druhého chrámu s křížovým půdorysem.
Jedná se o jediné antické divadlo, objevené na území bývalého SSSR.

### Bazilika v bazilice
Jedná se o středověký křesťanský chrám, postavený na ruinách staršího - odtud nezvyklý název Bazilika v bazilice. První chrám (tzv. velká bazilika) vzniknul v 6. století, přibližně za vlády byzantského císaře Justiniána I. Částečně se dochovala vzácná mozaiková podlaha.
Původní chrám byl ovšem zničen a v 10. století postavili na jeho rozvalinách baziliku novou, menší. Při její výstavbě byla sice zničena část mozaikových podlah, mnoho se ale dochovalo. Nejcennější kousky jsou uchovávány v chersonéském muzeu.
Roku 2007 poničili zbytky chrámu vandalové, kteří povalili několik sloupů, jež svým pádem poškodily původní podlahu.

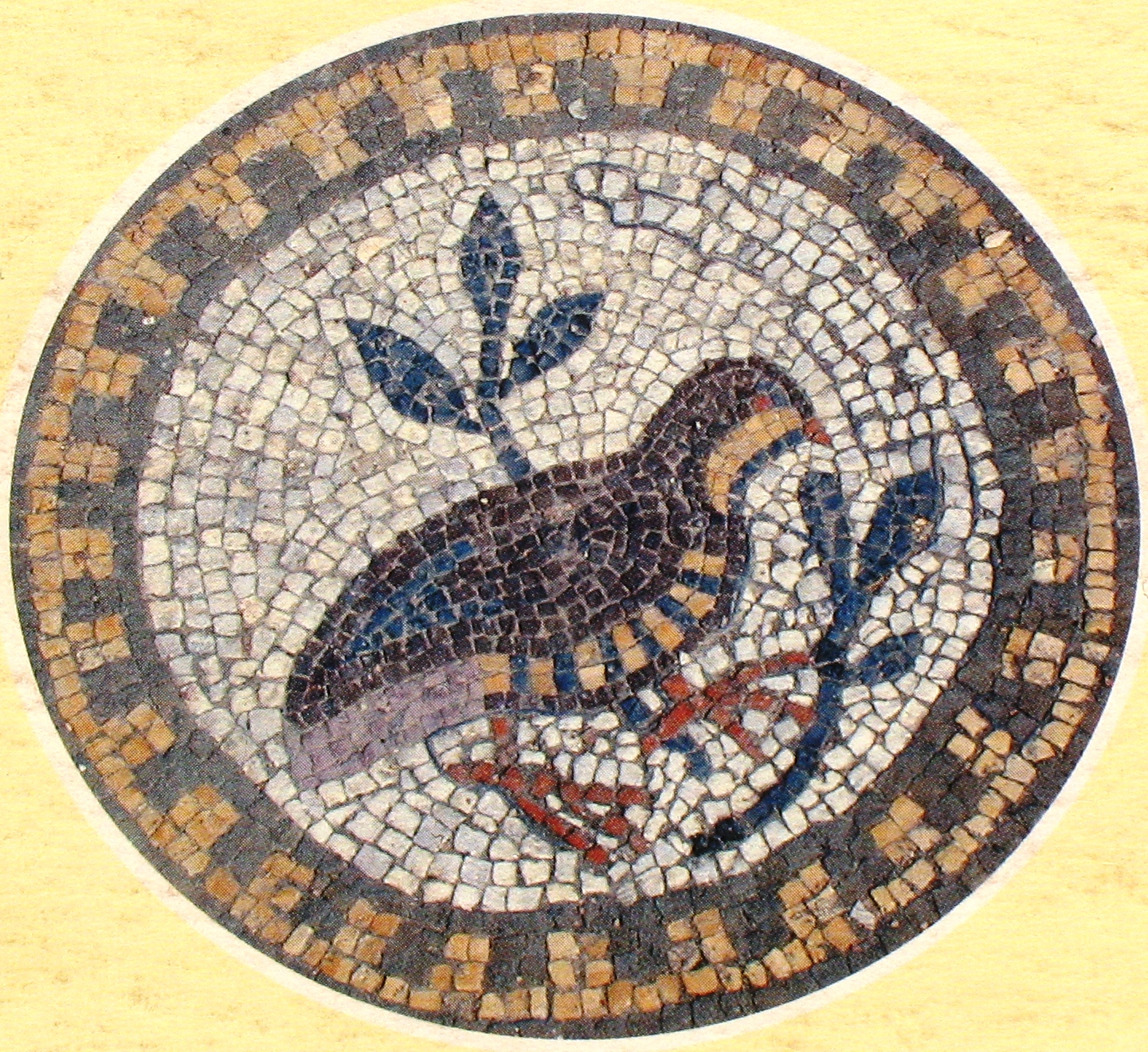
Mozaika z podlahy tzv. Baziliky v bazilice (6. stol.)

### Zenónova věž
Jedním z nejlépe zachovaných obranných prvků Chersonésu je tzv. Zenónova věž, součást městských hradeb. Kruhová stavba o průměru asi 9 m a vysoká původně necelých 7 metrů vznikla ve 2. polovině 2. století př. n. l. Základ tvoří mohutné pískovcové kvádry, později byla zvýšena pomocí zdiva slepeného z menších kamenů. Na její výstavbu byly použily náhrobky z místní nekropole, díky čemuž se nám dochovalo několik vzácných epitafů z 4. až 3. století př. n. l. Z nich nejvzácnější je dekorován také portrétem jinocha (vystaven v místním muzeu).
Své jméno získala věž podle byzantského císaře Zenóna, který financoval opravu věže roku 488. Zpráva o tomto činu byla vytesána do kamene a zazděna do základů.

### Chersonéský zvon
Vedle katedrály svatého Vladimíra se v Chersonésu nachází ještě jedna novodobá památka, která však nemá přímou souvislost s antickou polis. Je to tzv. Chersonéský zvon, zavěšený pod širým nebem na břehu moře. Tento zvon byl odlit roku 1778 z ukořistěných tureckých děl. V Sevastopolu jej během krymské války ukořistili Francouzi, kteří jej jako válečnou kořist umístili v katedrále Notre-Dame v Paříži. Rusům byl navrácen roku 1913 a umístěn do kláštera v Chersonésu. Když byl klášter uzavřen a jeho zvony odeslány na přetavení, tento zvon se jako jediný zachránil, neboť si jej vyžádalo Oddělení bezpečnosti plavby Černého a Azovského moře jako signální mlhový zvon. Dnes je jedním ze symbolů Chersonésu i Sevastopolu.

## Zajímavá fakta
- V Chersonésu pobývali ve vyhnanství političtí protivníci konstantinopolských vládců: papežové Klement I. (v Inkermanu) a Martin I., svržený císař Justinián II. a jeho protivník Filippikos Bardanes, bratři Leona IV. Chazara aj.
- Chersonésos osobně navštívil ruský car Alexandr III., opakovaně sem i se svou rodinou přicestoval poslední car Mikuláš II.
- Vladimir Putin navštívil Chersonésos již roku 2001, provázel jej tehdejší ukrajinský prezident Leonid Kučma (ruská invaze Krymu se odehrála až v roce 2014). V roce 2015 provázel po chersonéských ruinách Putin bývalého italského premiéra Silvia Berlusconiho.
- V červnu 2015 Vladimir Putin využil místního sporu o ředitele archeologické rezervace Chersonésos tauridský, aby památku podřídil přímo federální správě.[5]

## Galerie

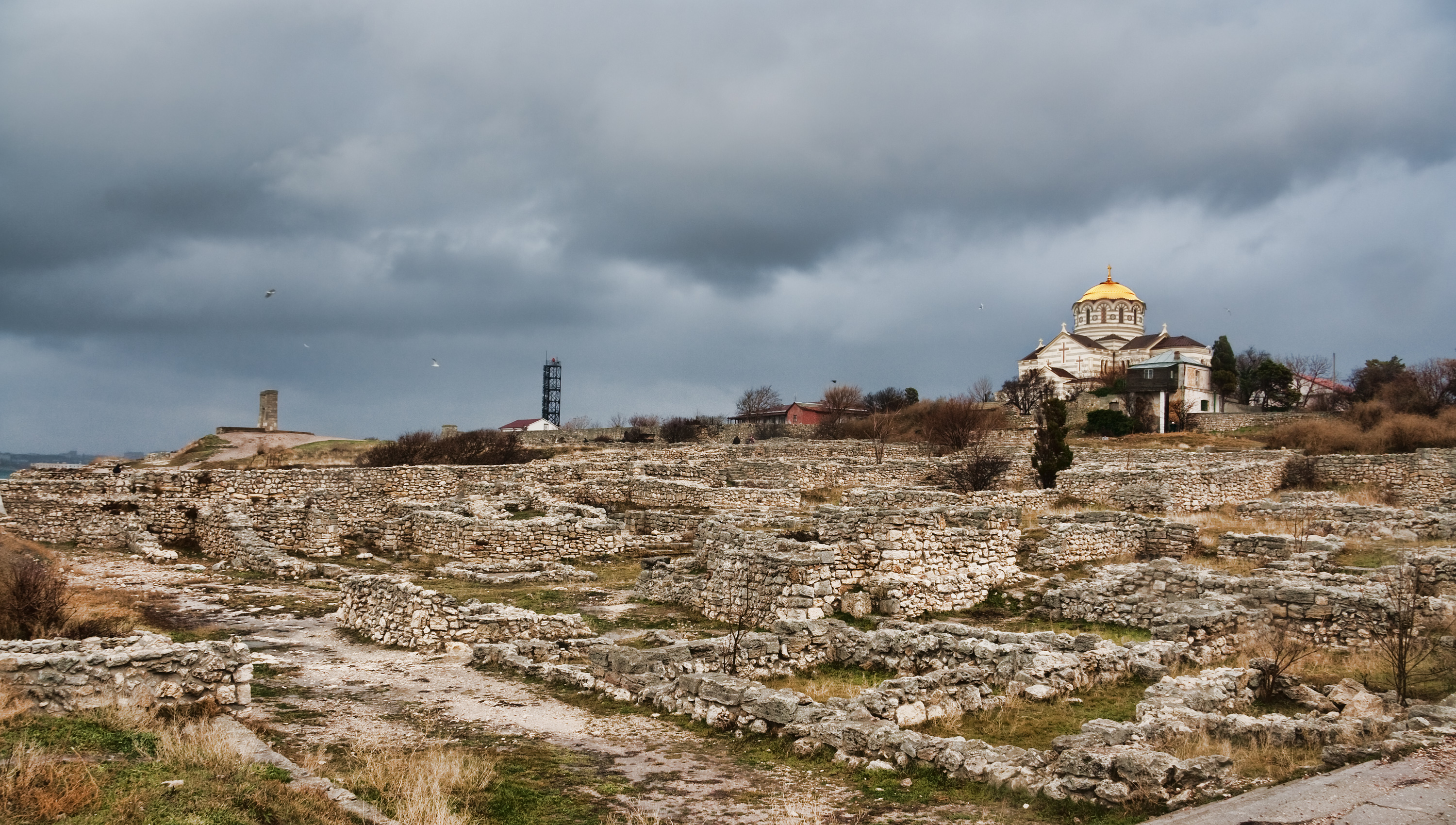
Ruiny Chersonésu s katedrálou svatého Vladimíra
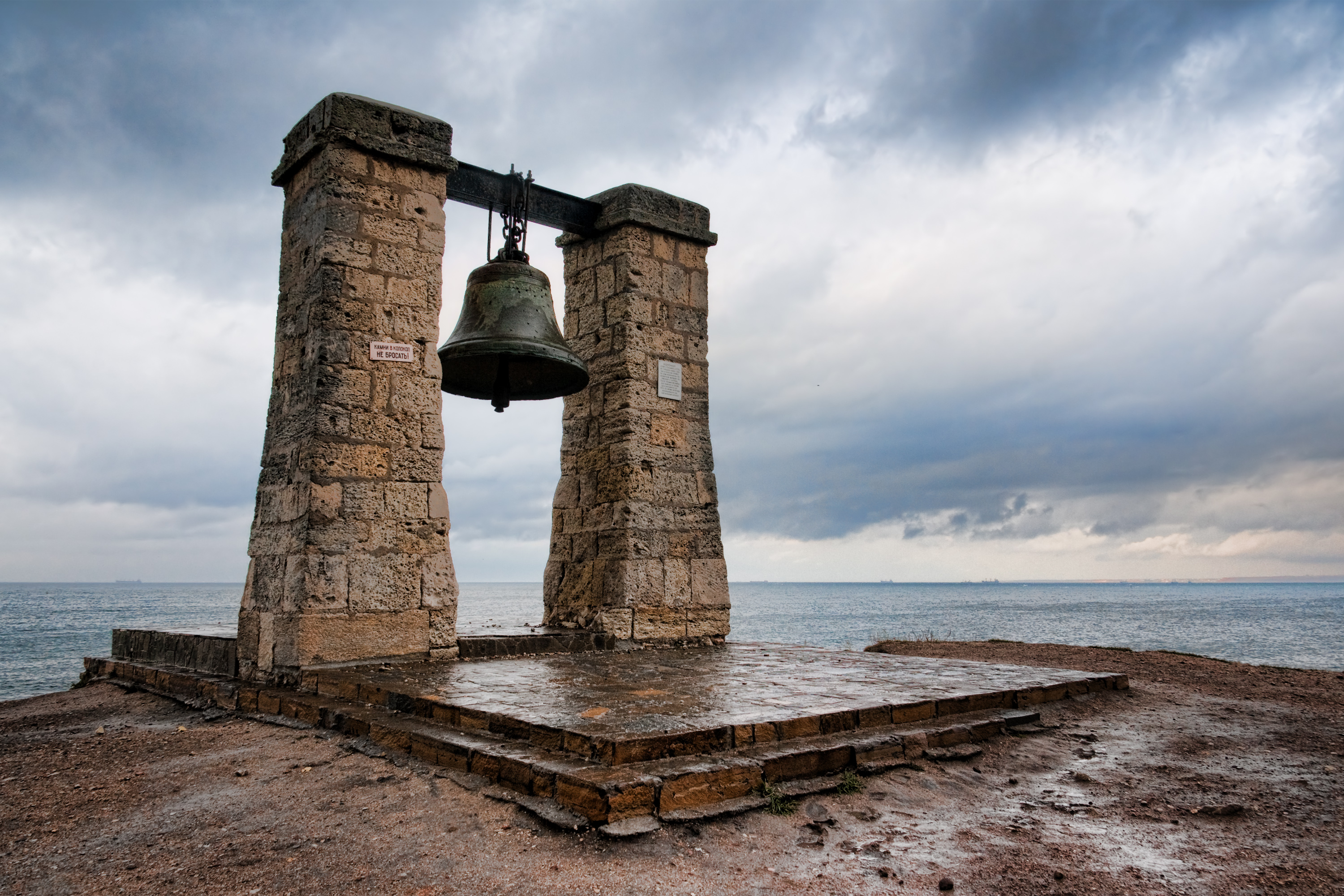
Zvon na Chersonésu
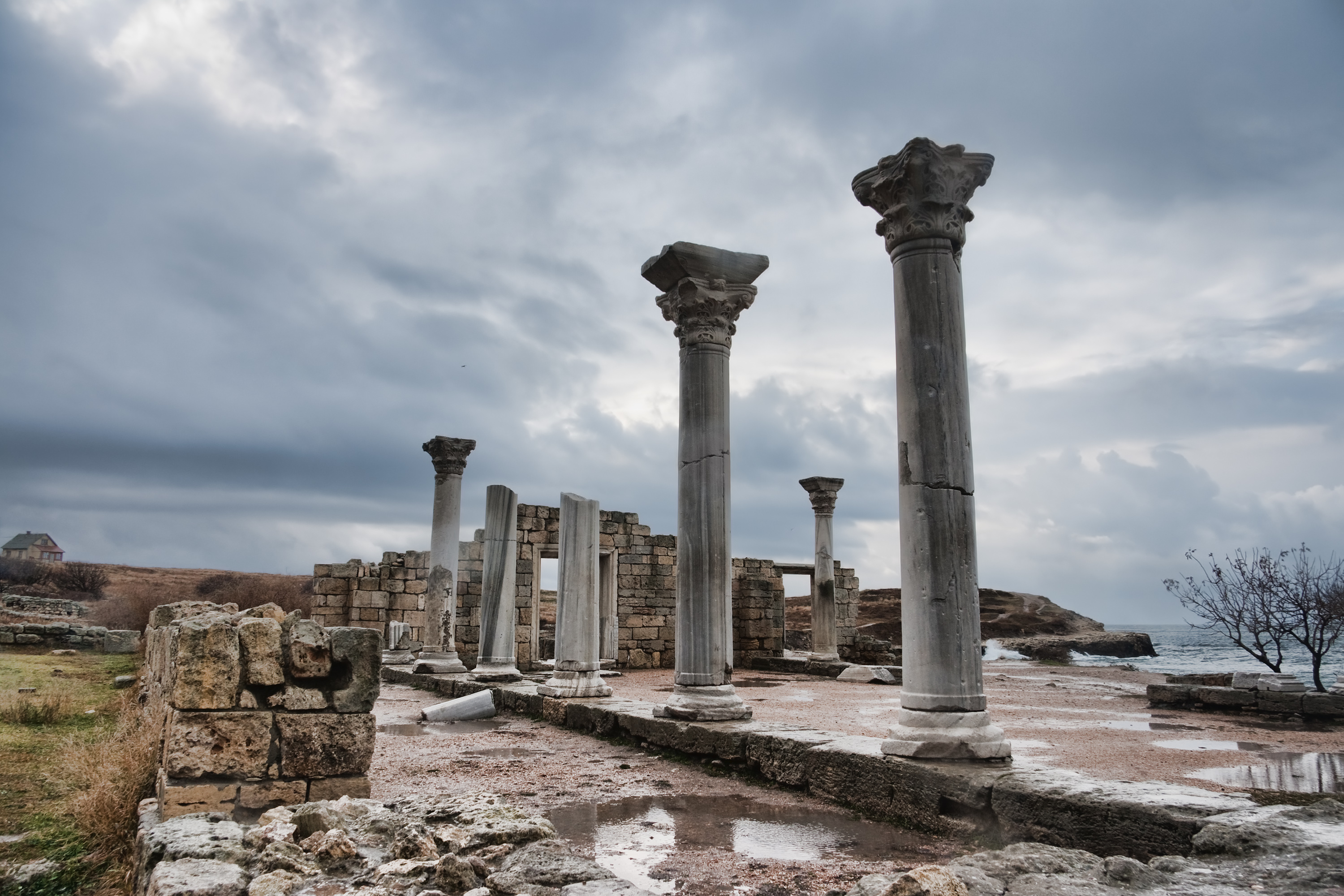
Bazilika 1935
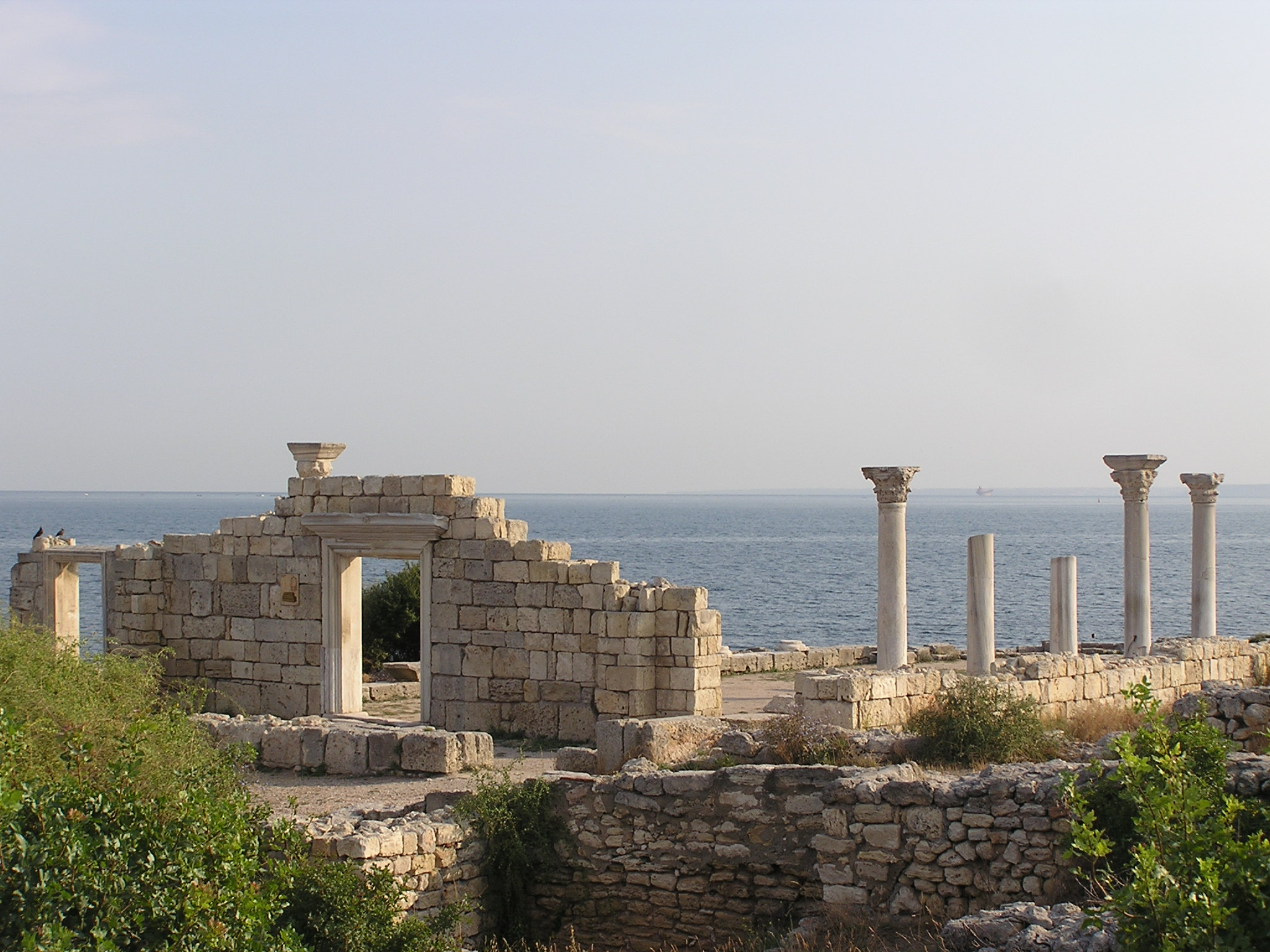
Bazilika 1935
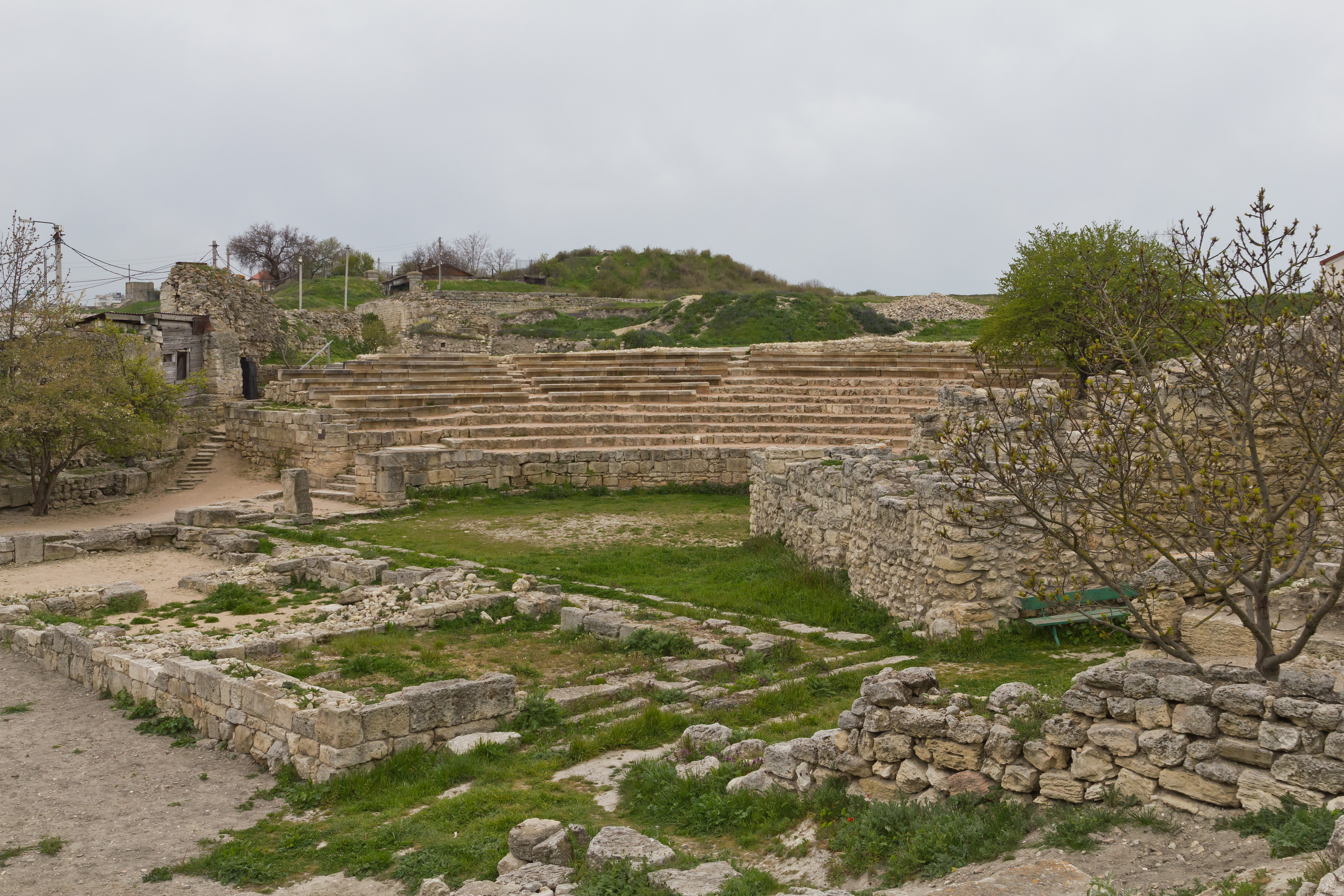
Ruiny na Chersonésu
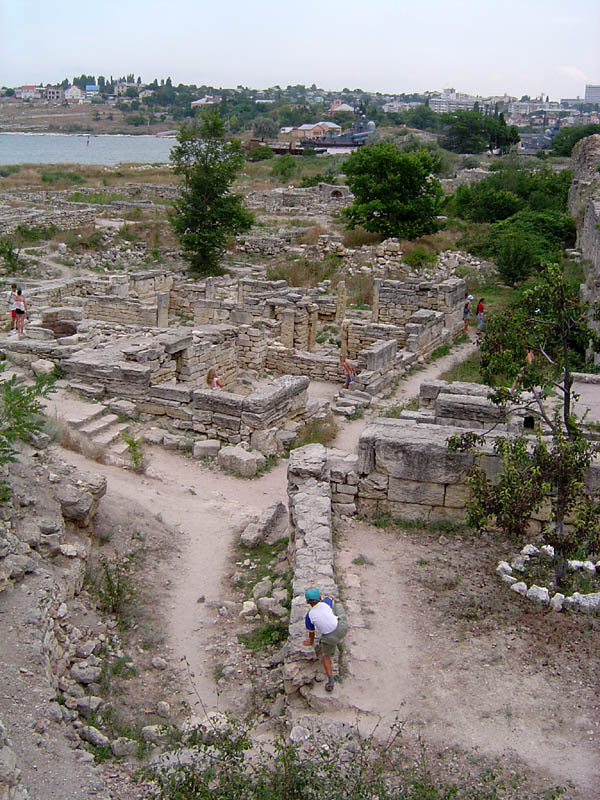
Ruiny na Chersonésu
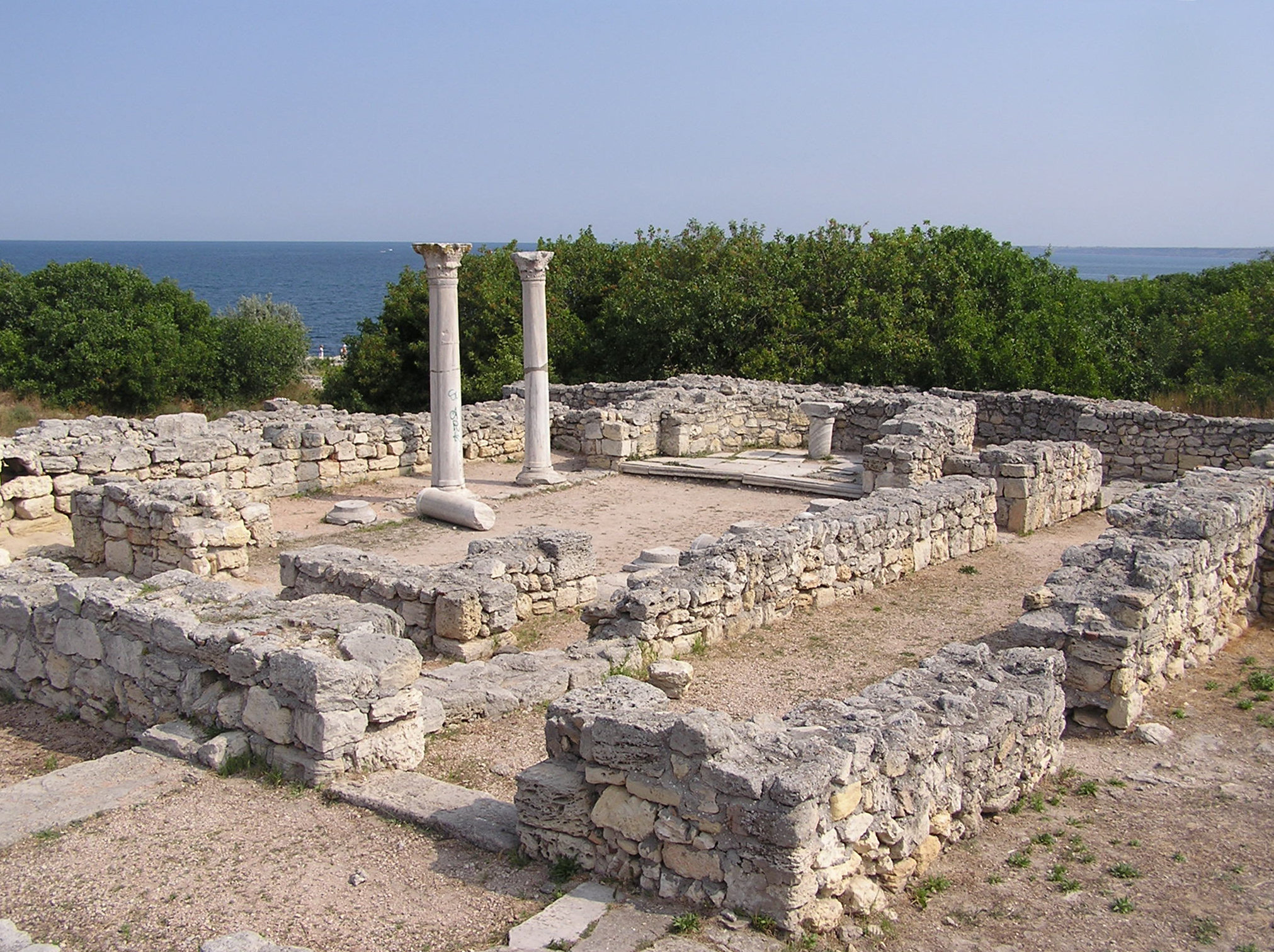
Bazilika v bazilice
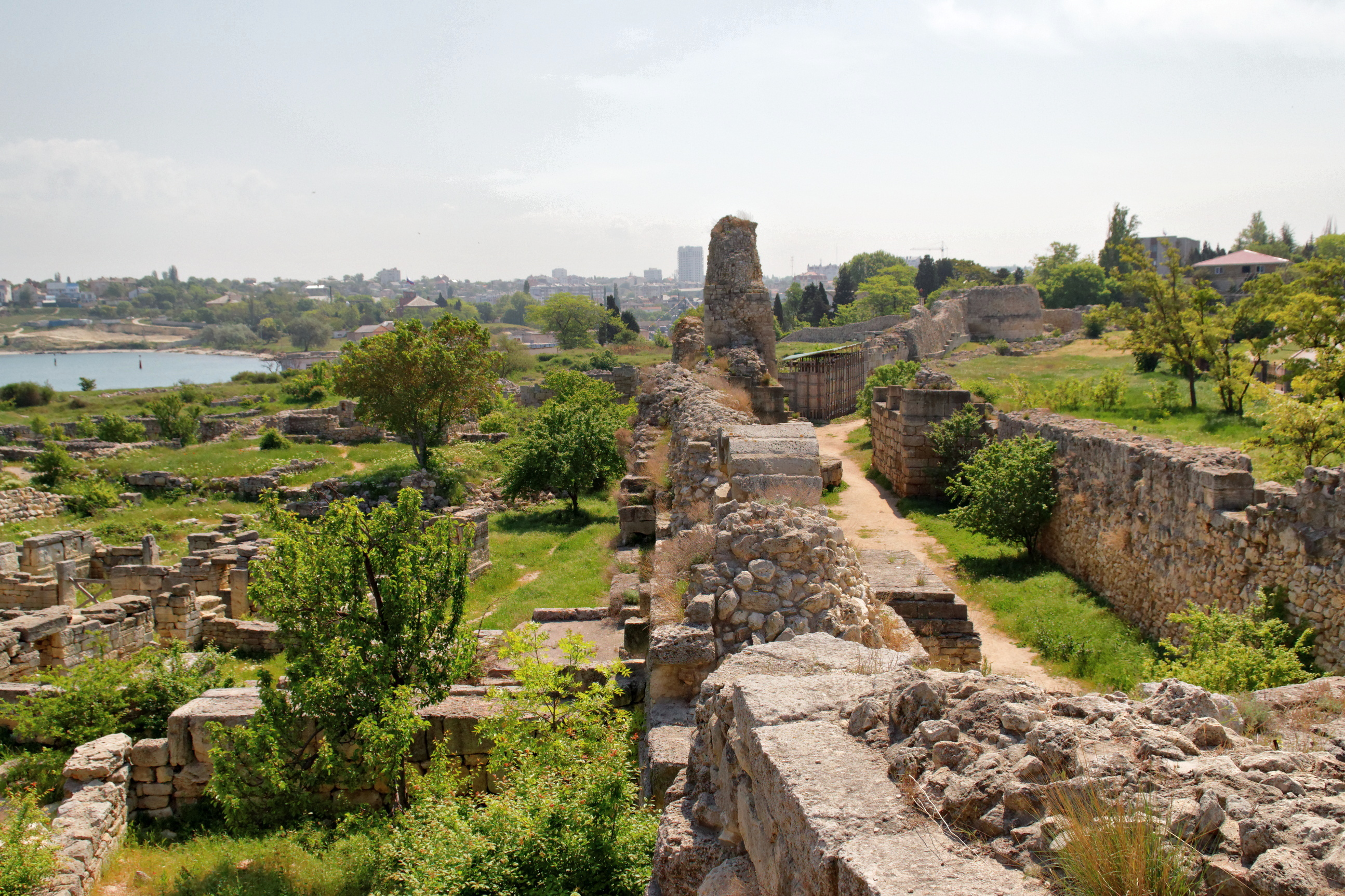
Pozůstatky hradeb
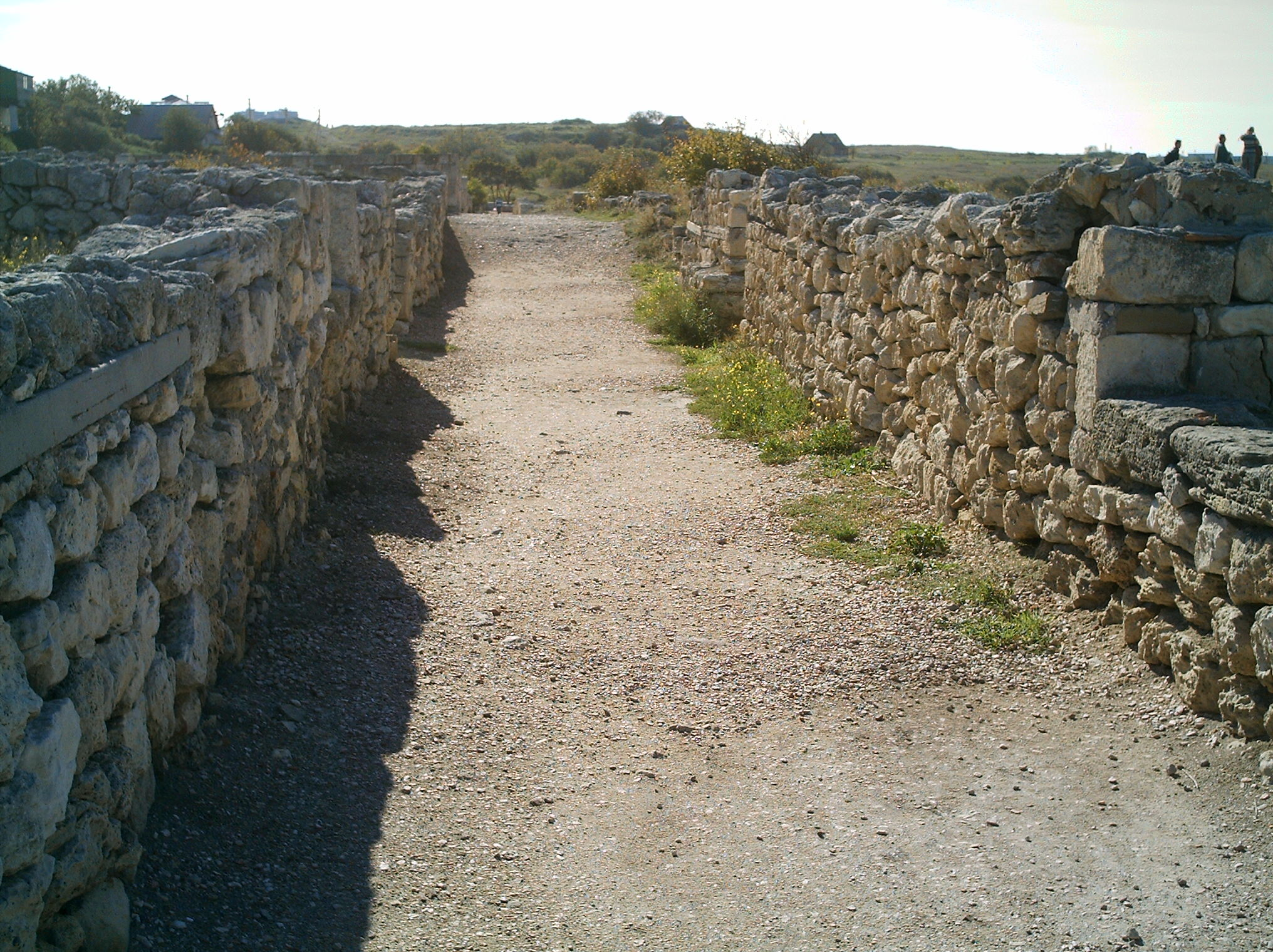
Ulice